# Paxillus amazonicus
Paxillus amazonicus is een keversoort uit de familie Passalidae. De wetenschappelijke naam van de soort is voor het eerst geldig gepubliceerd in 1998 door Reyes-Castillo & da Fonseca.